# Pedro de Villarreal
Pedro de Villarreal o bien Pedro de Villa Real (Andújar, Corona de España, ca. 1543 – posta de Masaya de la provincia de Nicaragua, Imperio español, 1619) fue un sacerdote católico español, visitador del arzobispado de Granada, capellán real, y obispo de León de Nicaragua desde 1603 hasta su fallecimiento.

## Biografía
Pedro de Villarreal habría nacido hacia 1543 en la localidad de Andújar del Reino de Jaén, uno de los cuatro de Andalucía que formaban parte de la Corona española, en el seno de una ilustre familia.
Fue visitador en el arzobispado de Granada durante el pontificado del arzobispo Pedro de Castro. El 22 de octubre de 1603 el papa Clemente VIII lo nombró obispo de Nicaragua, sede que llevaba tiempo vacante, y fue consagrado en Granada por el mismo arzobispo el 31 de enero de 1604, antes de partir a su destino.
Nada más llegar a Nicaragua, el cabildo de Guatemala, animado por Villarreal, solicitó  que la diócesis fuera elevada a archidiócesis, añadiéndole como sufragáneas las diócesis de Chiapas, sufragánea entonces del arzobispado de México y de Comayagua, que lo era del de Santo Domingo, además de la propia de Nicaragua, que pasó de depender del arzobispado de Sevilla al de Lima aquel mismo año.
Realizó una visita pastoral a Costa Rica entre enero de 1608 y enero de 1609, la primera que se llevó a cabo en aquel territorio. Fue durante esa visita cuando tuvo lugar un episodio pintoresco que ha trascendido a las crónicas coloniales: el enfrentamiento que Pedro de Villarreal mantuvo en Cartago con el gobernador Juan de Ocón y Trillo, por el lugar que este debía ocupar protocolariamente en el templo.
A causa del terremoto que tuvo lugar el 11 de enero de 1610, Villarreal autorizó desde Granada, donde residía, el traslado de la sede diocesana desde León viejo (León de Imabite), que había quedado destruida, al nuevo emplazamiento de la ciudad en las cercanías de Subtiava. Durante su pontificado, se construyó una catedral, casi improvisada, en este nuevo emplazamiento.

### Final
Habiendo sido promovido al obispado de Guatemala, antes de ocuparlo, falleció un día indeterminado de 1619 y sus restos fueron sepultados en Granada (Nicaragua).